# Trường Sơn (phường)
Trường Sơn là phường thuộc thành phố Sầm Sơn, tỉnh Thanh Hóa, Việt Nam.

## Địa giới hành chính

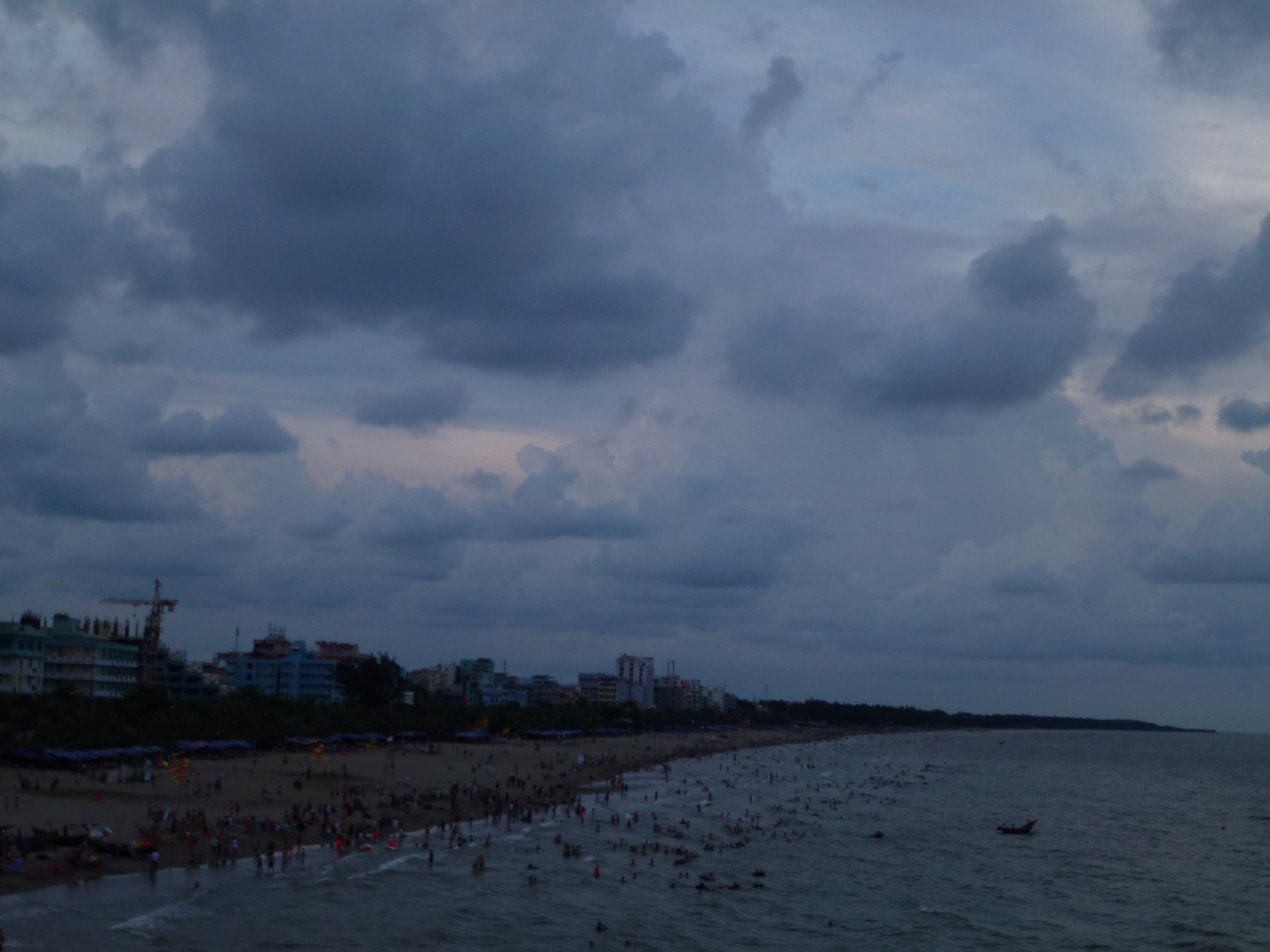
Biển Sầm Sơn nhìn từ núi Trường Lệ

Phường Trường Sơn nằm ở cực nam của thành phố Sầm Sơn.
- Phía đông và phía nam giáp vịnh Bắc Bộ.
- Phía tây giáp phường Quảng Vinh (sông Đơ là ranh giới tự nhiên).
- Phía bắc giáp phường Quảng Châu và phường Bắc Sơn.

## Lịch sử hành chính
Vùng đất thuộc phường Trường Sơn ngày nay, vào đầu thế kỉ 19 thuộc tổng Giặc Thượng, huyện Quảng Xương, phủ Tĩnh Gia, nội trấn Thanh Hóa. Năm Minh Mạng thứ 2 (1821), tổng Giặc Thượng đổi thành tổng Kính Thượng, sau đổi thành tổng Cung Thượng, huyện Quảng Xương, phủ Tĩnh Gia, tỉnh Thanh Hóa.
Đến trước Cách mạng tháng Tám (1945), là một phần đất của làng Núi (Sầm Thôn), xã Lương Niệm và làng Trường Lệ, xã Trường Lệ, cùng thuộc tổng Cung Thượng. Từ tháng 6 năm 1946 đến tháng 11 năm 1947 là một phần đất của làng Núi, xã Sầm Sơn và làng Trường Lệ, xã Lê Viêm, huyện Quảng Xương.
Từ tháng 11 năm 1947, các xã Sầm Sơn và Trường Sơn sáp nhập thành xã Quảng Tiến, các xã Lãnh Phiên, Bạch Đằng và Lê Viêm sáp nhập thành xã Quảng Châu, huyện Quảng Xương. Tháng 6 năm 1954, xã Quảng Tiến được chia thành các xã: Quảng Tiến (mới), Quảng Sơn, Quảng Tường và Quảng Cư, xã Quảng Châu chia thành các xã: Quảng Châu (mới), Quảng Thọ, Quảng Vinh, địa giới phường Trường Sơn lúc này thuộc làng Núi, xã Quảng Sơn và xóm Vinh Sơn, xã Quảng Vinh.
Năm 1963, xã Quảng Sơn chuyển từ huyện Quảng Xương về thị trấn Sầm Sơn mới thành lập (thị trấn Sầm Sơn trực thuộc tỉnh Thanh Hóa).
Năm 1981, xóm Vinh Sơn chuyển từ huyện Quảng Xương về thị xã Sầm Sơn mới thành lập.
Năm 1983, phường Trường Sơn được thành lập, gồm các thôn: Bắc Nam, Thành Ngọc, Sơn Hải, Tài Lộc, Sơn Thủy, Trung Mới, Sơn Lợi, Sơn Thắng của làng Núi và thôn Vinh Sơn, hiện nay gồm các khu phố tương ứng với các thôn nêu trên.

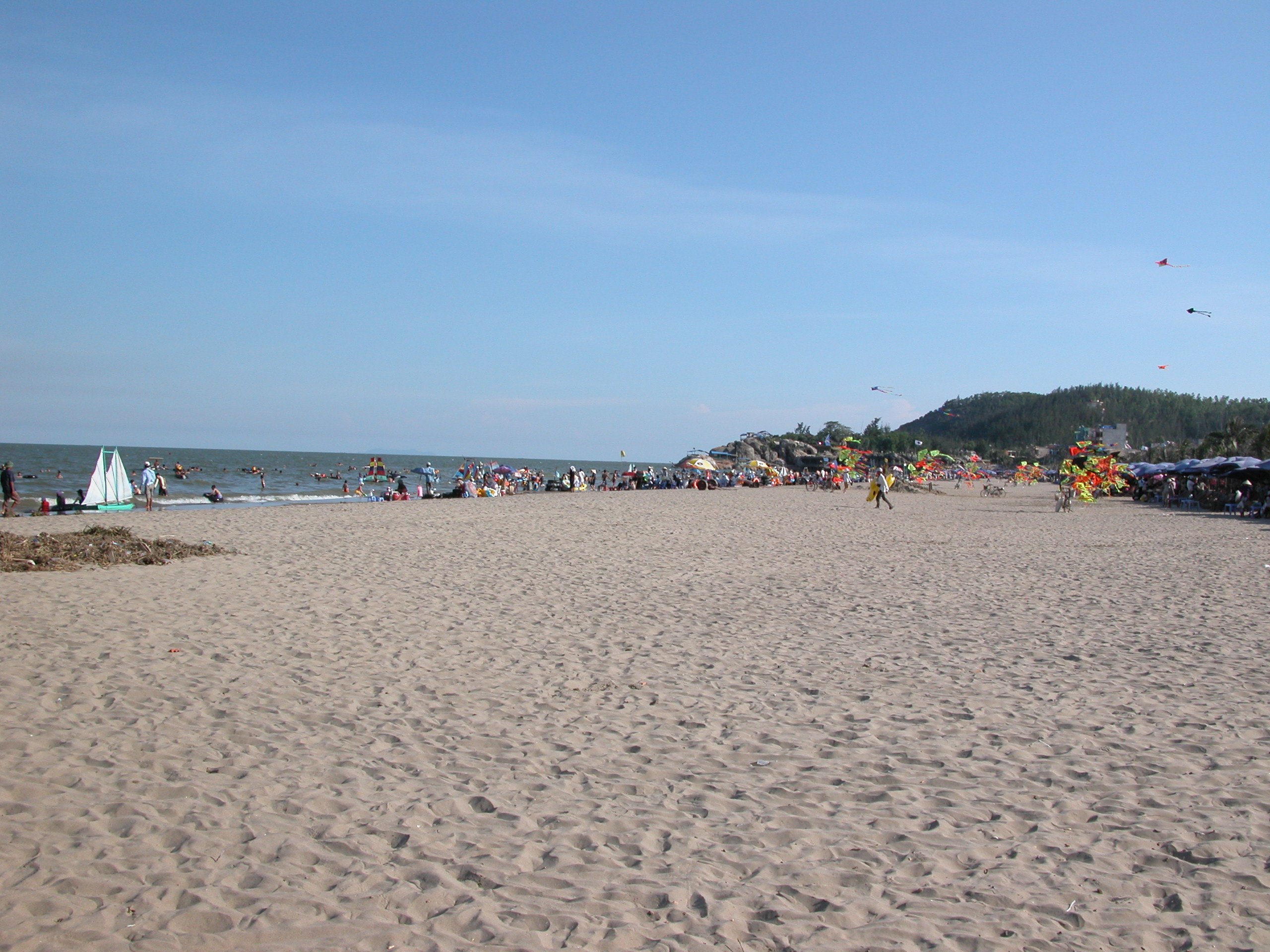
Bãi biển Sầm Sơn, nhìn về phía dãy núi Trường Lệ

| STT | Tên khu phố        | Mã bưu chính |
| --- | ------------------ | ------------ |
| 1   | Khu phố Bắc Nam    | 442087       |
| 2   | Khu phố Thành Ngọc | 442088       |
| 3   | Khu phố Sơn Hải    | 442089       |
| 4   | Khu phố Sơn Thủy   | 442090       |
| 5   | Khu phố Tài Lộc    | 442091       |
| 6   | Khu phố Trung Mới  | 442092       |
| 7   | Khu phố Sơn Thắng  | 442093       |
| 8   | Khu phố Sơn Lợi    | 442094       |
| 9   | Khu phố Vinh Sơn   | 442095       |

## Di tích và thắng cảnh
Trên địa bàn phường Trường Sơn có cụm di tích và danh thắng cấp quốc gia Núi Trường Lệ được công nhận từ năm 1962 gồm đền Độc Cước, đền Cô Tiên, đền Tô Hiến Thành, hòn Trống Mái. Năm 2019, cụm di tích này được Thủ tướng Chính phủ xếp hạng di tích quốc gia đặc biệt. Ngoài ra, phường còn có một di tích cấp tỉnh là đền Hoàng Minh Tự. Phường Trường Sơn cũng có gần 1 km bãi biển phục vụ du lịch.

### Núi Trường Lệ
Núi Trường Lệ, còn được gọi là Sầm Sơn hay Núi Sầm, là dãy núi thấp nằm ven biển phía nam thành phố Sầm Sơn. Dãy núi này hiện được bao phủ bởi một diện tích rừng đặc dụng, được đánh giá là có cảnh quan thiên nhiên đẹp và là khu vực đa dạng về sinh học. Núi Trường Lệ gồm có 16 ngọn trên diện tích 150 ha, trong đó đỉnh cao nhất là Hòn Kèo chỉ cao 84,7 m so với mực nước biển.

### Đền Hoàng Minh Tự
Đền Hoàng Minh Tự thuộc khu phố Sơn Thủy, phường Trường sơn, còn được gọi là Đền Đệ Tam hay Đền Hạ (theo vị trí địa lý, Đền Độc Cước là Đền Thượng, Đền Tô Hiến Thành là Đền Trung). Đền nằm giữa khu nhà ở của cư dân, cách đền Tô Hiến Thành khoảng 300 m theo đường chim bay. Trước kia, xung quanh nhiều cây cổ thụ. Nhưng trong thế kỉ 20, đền đã bị phá, sau được trùng tu lại. Các hiện vật cũ gồm có nếp nhà có từ năm Bảo Đại thứ 3 (1929), hai bức tượng võ quan mặc triều phục, tay cầm gươm, chiếc kiệu song loan vào loại lớn, đang đặt ở đền Độc Cước và hai đạo sắc năm Thành Thái thứ 13 (1902) và Khải Định thứ 6 (1922).
Đền thờ vị nhân thần Hoàng Minh Tự, đỗ hoàng giáp, do đó là biểu tượng cho sự học hành đỗ đạt. Đền được công nhận là Di tích lịch sử văn hoá cấp tỉnh từ năm 2005.
Về nhân vật Hoàng Minh Tự, có tích cho rằng, ông vốn quê ở Phường Quảng Vinh, thành phố Sầm Sơn, nhà nghèo phải đi ở. Gia chủ nuôi thầy trong nhà để dạy con học, Hoàng Minh Tự sáng dạ, nên nghe lỏm bài thầy giảng. Về sau ông đi thi và đỗ hoàng giáp. Khi nghỉ hưu, Hoàng Minh Tự đã về sống ẩn dật ở khu vực này. Khi ông mất, thi hài ông được mối đùn lên thành nấm mồ và rất linh thiêng, nên nhân dân địa phương đã lập đền thờ. Cũng có tích lại nói rằng Hoàng Minh Tự vốn là một viên quan của nhà Tống, tên thật là Hoàng Hiển. Khi nhà Tống bị tiêu diệt thì Hoàng Hiền cùng với một số gia thuộc chạy sang Việt Nam và tham gia đánh giặc Nguyên - Mông. Ông đã lập nhiều chiến công, nên được vua Trần phong 'Minh tự'. Vì thế nhân dân quen gọi ông là Hoàng Minh Tự. Về già, ông về ở ẩn ở vùng Kẻ Trường, nay là Phường Quảng Vinh, thành phố Sầm Sơn. Sau khi ông mất, dân trong vùng lập đền thờ.
Hàng năm, vào ngày 26 tháng 2 âm lịch, đền tổ chức lễ tưởng niệm Hoàng Minh Tự.

## Kinh tế
Kinh tế của phường Trường Sơn chủ yếu dựa trên việc khai thác du lịch, ngoài ra còn một bộ phận dân cư làm nghề cá.
Theo thống kê năm 2006, tổng giá trị sản phẩm xã hội của phường Trường Sơn là 191 tỉ đồng, trong đó thủy sản chiếm 10% GDP. Có 357 trong tổng số 2.522 hộ với 750 lao động trong tổng số 11.850 nhân khẩu làm nghề cá và có 286 trong tổng số gần 800 tàu, thuyền của thành phố Sầm Sơn.

## Giáo dục
Trên địa bàn phường có Trường THPT Sầm Sơn.
Ngoài ra còn có THCS Nguyễn Hồng Lễ, THCS Trường Sơn và trường tiểu học Trường Sơn.

## Giao thông
Phường Trường Sơn là điểm đầu của quốc lộ 47.
Các đường phố chính: đường Lê Lợi(quốc lộ 47), đường Lê Hoàn, đường Nguyễn Du, đường Hồ Xuân Hương, đường Tô Hiến Thành, đường Tây Sơn, đường Thanh Niên.

## Thư viện ảnh

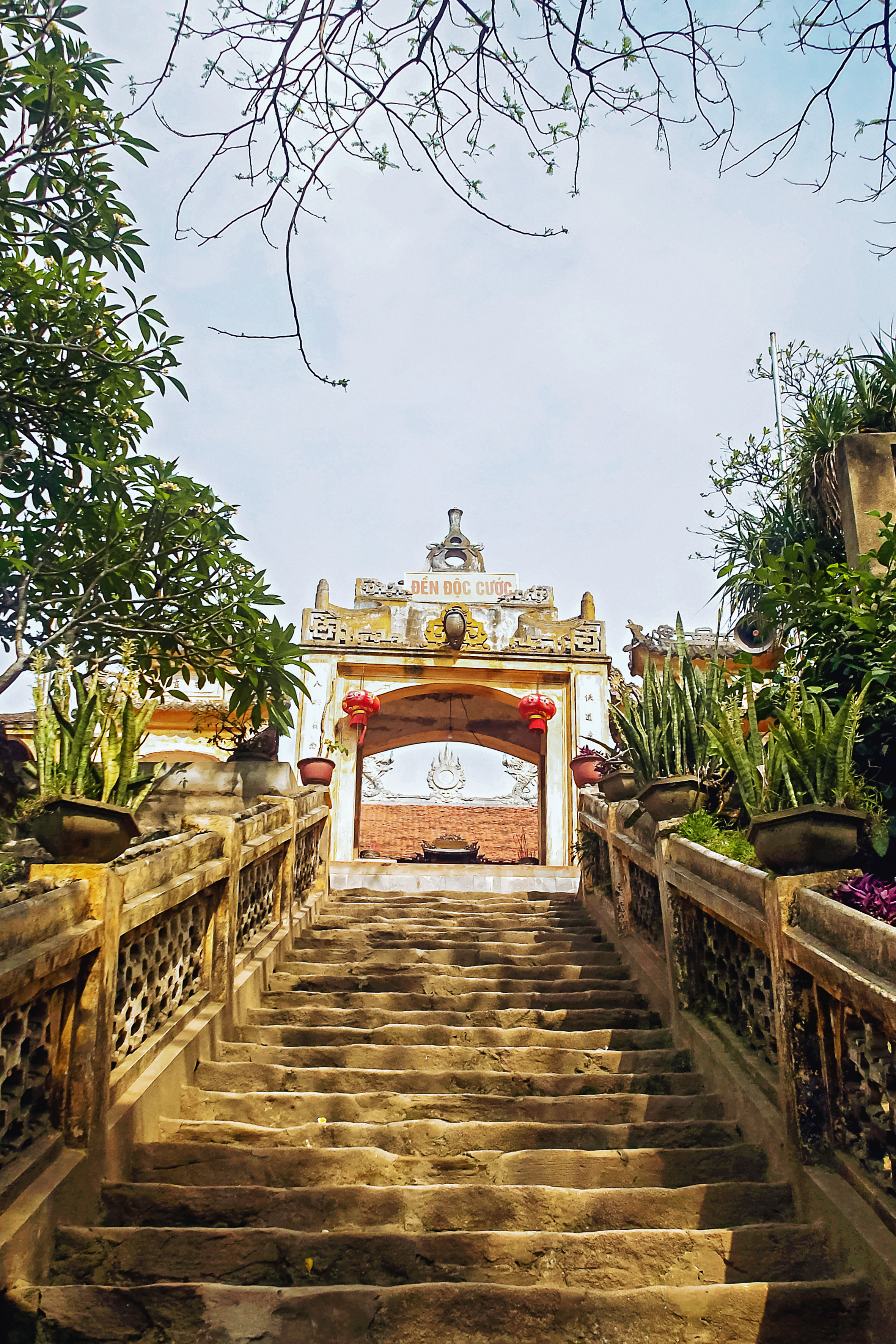
Đường lên đền Độc Cước
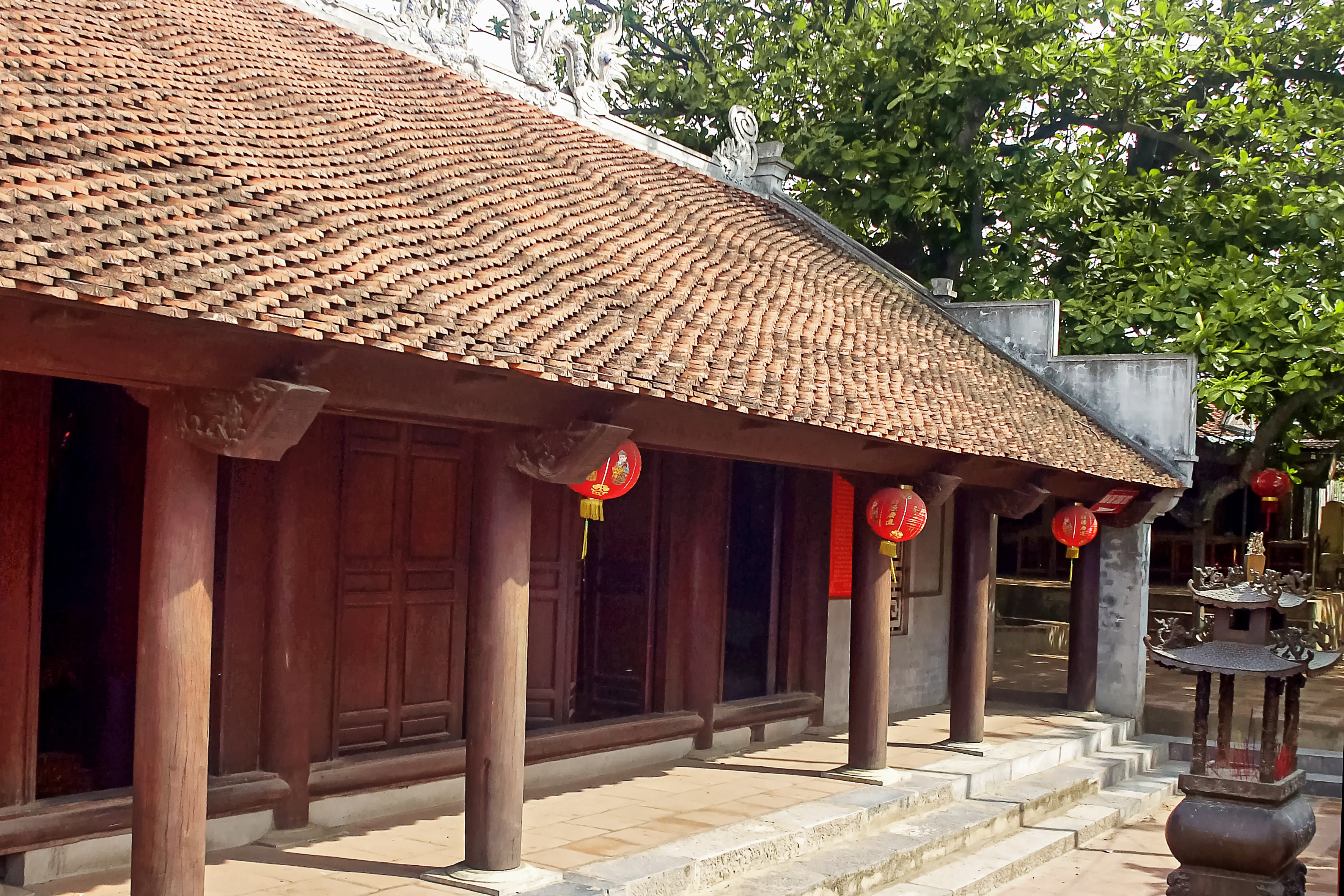
Đền Độc Cước
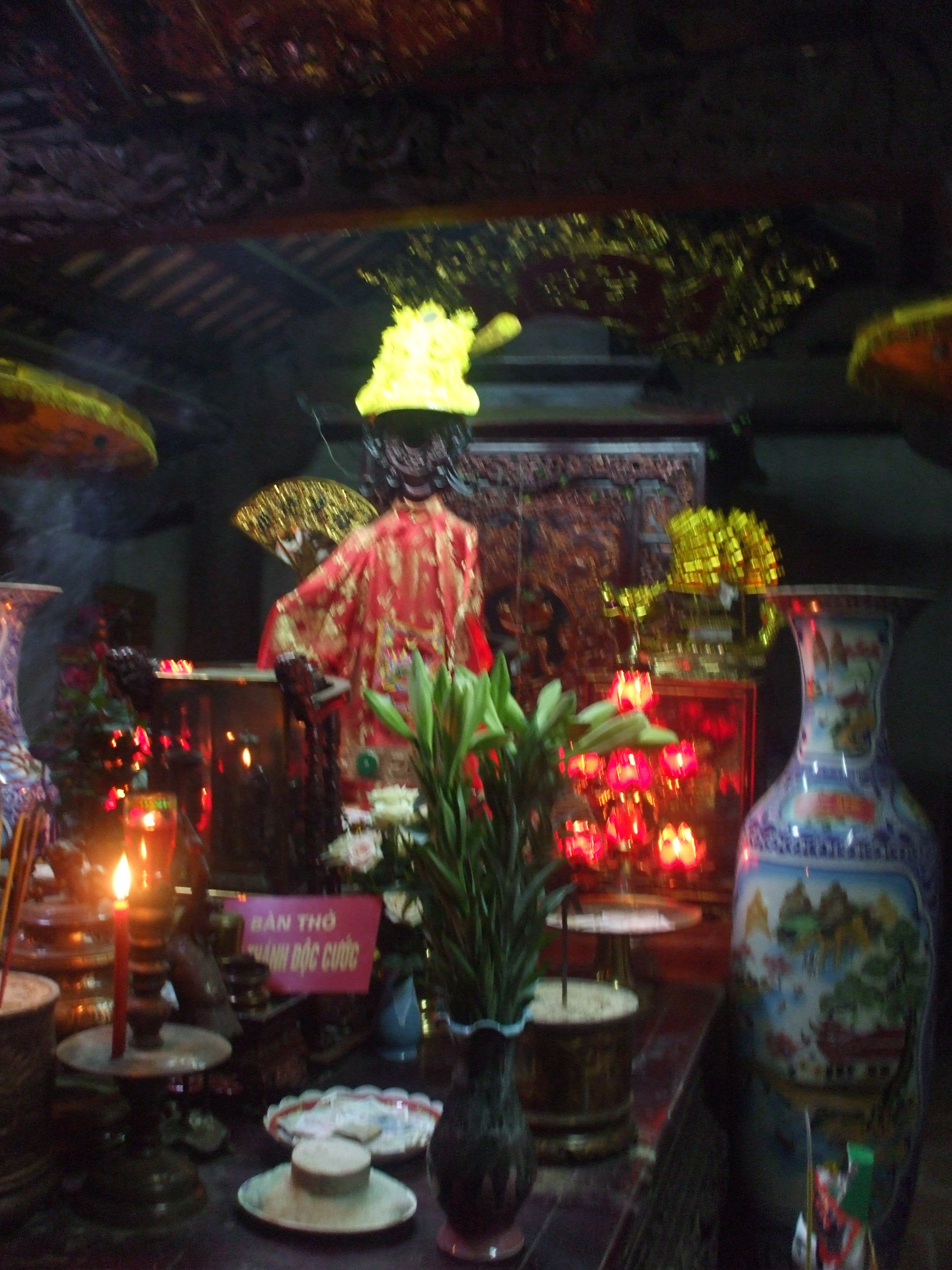
Hậu cung đền Độc Cước
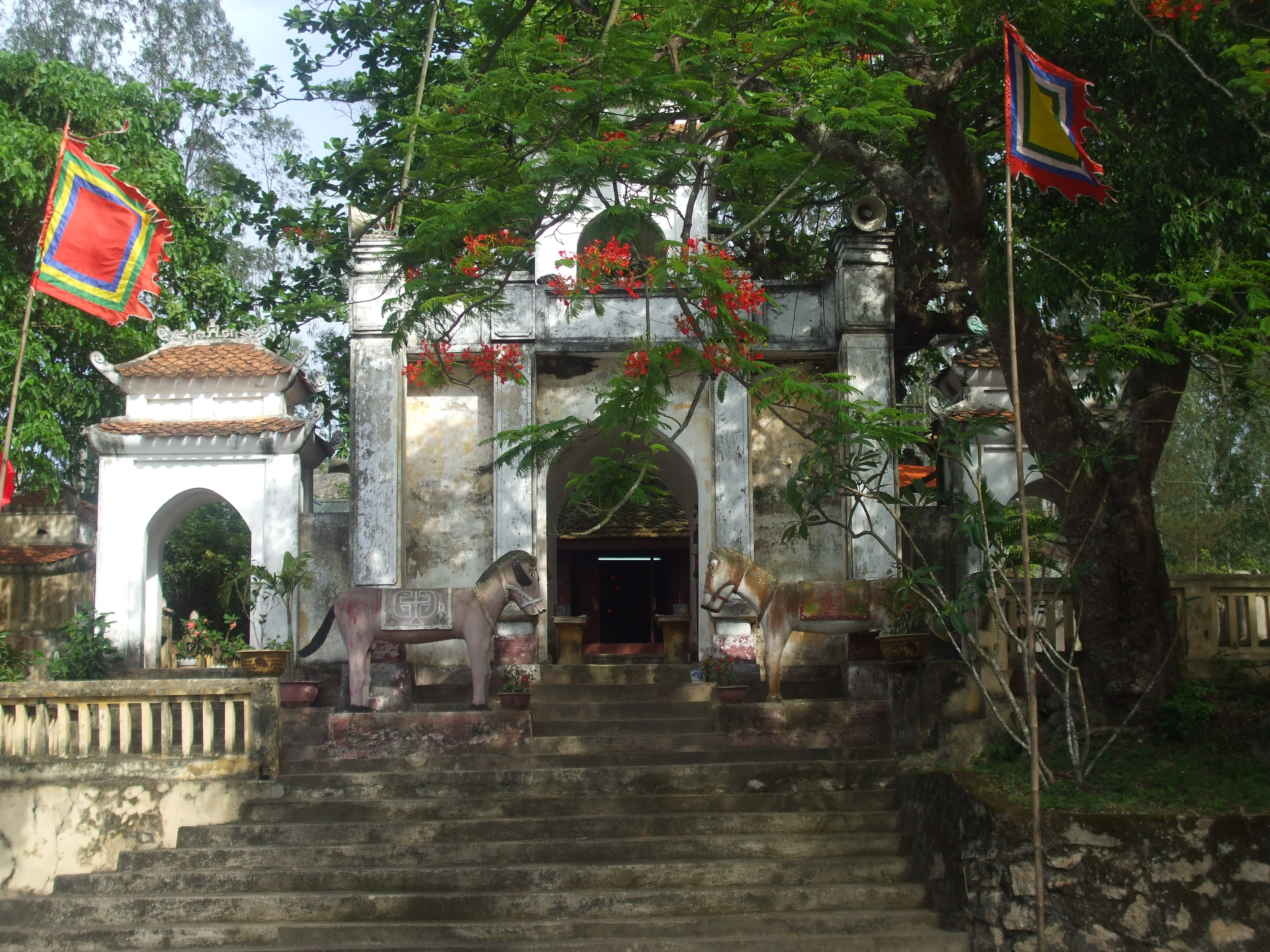
Cổng dẫn vào đền thờ Tô Hiến Thành